# Modane
Modane (tiếng Ý: Modana) là một xã thuộc tỉnh Savoie trong vùng Rhône-Alpes ở đông nam nước Pháp. Xã này nằm ở khu vực có độ cao trung bình 1067 mét trên mực nước biển.